# Epiclerus indicus
Epiclerus indicus är en stekelart som först beskrevs av Mani 1971.  Epiclerus indicus ingår i släktet Epiclerus och familjen raggsteklar. Inga underarter finns listade i Catalogue of Life.